# Ненасытная (фильм)
«Ненасытная» (англ. Insatiable) — классический порнофильм, выпущенный в США в 1980 году, в конце эпохи «порношика». Главную роль сыграла Мэрилин Чэмберс, режиссёром выступил Стью Сигал (в титрах как «Годфри Дэниелс»). В 1984 году был выпущен сиквел Insatiable II. Кинокартины были «очень популярны», и первый фильм стал самым продаваемым видео для взрослых в США с 1980 по 1982 год.

## Сюжет
Чемберс играет богатую, счастливую и самоуверенную модель Сандру Чейз, чей сексуальный аппетит ненасытен. Фильм начинается и заканчивается её мастурбацией. У Чейз есть старомодная тётя, которая появляется в серии воспоминаний. В фильме минимум сюжета, «только самый минимум реального конфликта». Главным образом фильм состоит из последовательности сексуальных сцен с несколькими вставками эпизодов, добавленными для увеличения длительности картины до стандарта полнометражного кино. В одной сцене персонаж Чамберс подслушивает, как её подруга занимается сексом, а всех других секс-сценах «действия» является активным участником.
В первой сцене Чемберс и Серена делают друг другу куннилингус. Затем она, управляя Ferrari Dino, встречается с молодым курьером (Ричард Пачеко), у которого закончился бензин, и делает ему минет.
В третьей сцене, представленной в виде воспоминания, Сандру в поместье её отца насилует на бильярдном столе садовник (Дэвид Моррис). Выясняется, что этот инцидент является первым сексуальным опытом персонажа Чамберс и может объяснить её последующее сексуальное поведение. Сцена была названа «необычайно жестокой». Хотя Чемберс говорит: «Нет, пожалуйста, прекратите», фильм даёт понять, что она является добровольным участником, поскольку она говорит своему другу: «мне просто нравилось, что он удерживает меня, когда мы занимаемся любовью».
В четвёртой сцене Джесси Сент-Джеймс в паре с Джоном Лесли. В пятой сцене Чемберс занимается сексом с двумя мужчинами (Моррис и Майк Рейнджер) и женщиной (Джесси Сент-Джеймс), после чего тут же следует анальный секс с полу-возбуждённым Джоном Холмсом.

## В ролях
- Мэрилин Чэмберс — Сандру Чейз
- Джесси Сент-Джеймс — Фло
- Джон Холмс — любовник из фантазий
- Серена — Рене
- Джон Лесли — Роджер Адамс
- Дэвид Моррис — Ник
- Ричард Пачеко[англ.] — Арти Голдберг
- Майк Рейнджер — любовник из фантазий
- Джоан Тернер — тётя Виктория

## Награды
- 1991 — Зал славы XRCO[5]
- 2004 — AVN Awards: «Лучший классический DVD»[6]

## Сиквел
В 1984 был выпущен сиквел, «Ненасытная II» (англ. Insatiable II), режиссёром также выступил Дэниэлс (Стью Сигал).